# Spoorlijn Niebüll - Tønder
De spoorlijn Niebüll - Tønder is een Duitse spoorlijn van Niebüll naar de grens van het schiereiland Jutland in Denemarken. De lijn is als 1201 onder beheer van DB Netze.

## Geschiedenis
Dit traject werd in 1887 als onderdeel van de Marschbahn geopend. Na de opening op 1 juni 1927 van de Hindenburgdamm werd dit traject minder belangrijk. Sinds 1981 werd dit traject niet meer door de Deutsche Bahn gebruikt. In 2000 werd bij wijze van proef personenvervoer uitgevoerd door de Nordfriesische Verkehrsbetriebe AG (NVAG). Vanaf 2001 werd dit vervoer in de zomermaanden planmatig elke twee uur uitgevoerd. Na een uitgebreide sanering van de spoorbaan op het Deense trajectdeel kon sinds 2003 het treinverkeer het gehele jaar plaatsvinden.
Nadat de NVAG failliet werd verklaard werd het personenvervoer overgenomen door de Nord-Ostsee-Bahn (NOB). Het traject van Tønder naar Bramming is tegenwoordig een lokaalspoorlijn en wordt in het weekeind bediend door treinen van Arriva Denemarken die doorrijden naar Esbjerg.
Op 1 januari 2004 werd de NVAG overgenomen door Norddeutsche Eisenbahngesellschaft Niebüll (neg), onderdeel van de Chemins de fer luxembourgeois (CFL). Na december 2010 rijden de treinen van Arriva op alle dagen over het hele traject.

## Treindiensten
De Norddeutsche Eisenbahngesellschaft Niebüll GmbH (neg) verzorgt het personenvervoer op dit traject met RB treinen. Sinds 2008 wordt de treindienst in het weekend uitgevoerd door treinen van Arriva.
| Serie | Treinsoort                  | Route                                                              | Bijzonderheden |
| ----- | --------------------------- | ------------------------------------------------------------------ | -------------- |
| RB 66 | Regionalbahn (neg / Arriva) | Niebüll – Uphusum – Süderlügum – Tønder – Visby – Rejsby – Esbjerg |                |

## Aansluitingen
In de volgende plaatsen is of was er een aansluiting op de volgende spoorlijnen:
Niebüll
DB 1210, spoorlijn tussen Elmshorn en Westerland
DB 9100, spoorlijn tussen Niebüll en Dagebüll
Tønder
lijn van Bramming naar Tønder